# Welsh International 2014
Die Welsh International 2014 im Badminton fanden vom 26. bis zum 29. November 2014 in Cardiff statt.

## Sieger und Platzierte
| Disziplin    | Gold                             | Silber                       | Bronze                         |
| ------------ | -------------------------------- | ---------------------------- | ------------------------------ |
| Herreneinzel | Kieran Merrilees                 | Toby Penty                   | Iztok Utroša                   |
| Herreneinzel | Kieran Merrilees                 | Toby Penty                   | Matthias Almer                 |
| Dameneinzel  | Beatriz Corrales                 | Linda Zechiri                | Saili Rane                     |
| Dameneinzel  | Beatriz Corrales                 | Linda Zechiri                | Fontaine Chapman               |
| Herrendoppel | Matthew Nottingham Harley Towler | Adam Hall Gordon Thomson     | Gary Fox Ben Stawski           |
| Herrendoppel | Matthew Nottingham Harley Towler | Adam Hall Gordon Thomson     | Chris Coles Paul van Rietvelde |
| Damendoppel  | Heather Olver Lauren Smith       | Sophie Brown Kate Robertshaw | Gabriela Stoeva Stefani Stoeva |
| Damendoppel  | Heather Olver Lauren Smith       | Sophie Brown Kate Robertshaw | Jenny Moore Victoria Williams  |
| Mixed        | Chris Coles Sophie Brown         | Max Weißkirchen Eva Janssens | Toby Ng Alexandra Bruce        |
| Mixed        | Chris Coles Sophie Brown         | Max Weißkirchen Eva Janssens | Gregory Mairs Jenny Moore      |